# 维尔纳·桑巴特
维尔纳·桑巴特（德語：Werner Sombart；1863年1月19日—1941年5月18日）是德国经济学家和社会学家，历史学派最后的代表人物，20世纪早期欧洲大陆重要的社会科学家。他與馬克斯·韋伯齊名，雙方在學術研究上的成果，亦相互影響著各自在學術研究上的發展。桑巴特的代表作是《現代資本主義》，他在該書中亦首次使用「晚期资本主义」一詞。其它知名著作，有《奢侈與資本主義》《戰爭與資本主義》《為什麼美國沒有社會主義》等。他是“讲坛社会主义”的代表人物之一。

## 观点
桑巴特在1934年著作《德意志社會主義》（Deutscher Sozialismus）中將国家社会主义的譜系追溯至柏拉圖之《理想國》中的「正義城邦」：在一個邦國中實現全體人民各以其專屬之技藝與德性去從事「正義」的事業。由於桑巴特，柏拉圖之政治思想在某種程度上成為国家社会主义概念的歷史遠源。

## 評價
關於在第二次世界大戰結束之後，維爾納·桑巴特之何以在西方學術界中名聲低落的緣由，學者晏小寶認為其中的原因，可能有三：一是桑氏曾經站在親近於納粹黨的立場。不過，晏氏認為，這不是唯一的理由，否則即難以解釋同樣親近於納粹黨的學者馬丁·海德格在戰後的學術地位。二是桑氏曾經站在反對猶太人的立場。不過，晏氏亦認為，這不是決定性的理由。因為知名如馬克斯·韋伯等人，在當年討論猶太人時，也並未給予好的評價。三是桑氏同馬克思主義與社會主義的關係。晏氏認為，正是前述三項原因的疊加，再加上西方學術界中，對於社會學與經濟學，於戰後在研究主題方向上的分叉，所以，最終導致了桑氏學術研究的成果屬於乏人問津的命運。

學者晏小寶指出，在西方學術界的評價中，維爾納·桑巴特所撰寫之以文化、消費、奢侈等為題的研究成果，已經是經歷了時間的考驗，而成為學術研究的經典。例如，桑氏於1913年所出版之《奢侈與資本主義》，以及於1927年所發表之〈未來的經濟生活〉等著作。